# Prédára várva
A Prédára várva (eredeti cím: Blackway) 2015-ös amerikai thriller, amelyet Daniel Alfredson rendezett, valamint Joseph Gangemi és Gregory Jacobs írt Castle Freeman Jr. 2008-as Go with Me című regénye alapján. A főszerepben Anthony Hopkins, Julia Stiles, Ray Liotta, Alexander Ludwig és Hal Holbrook látható, aki 2021 januárjában bekövetkezett halála előtt utoljára szerepel filmben.
A filmet Go with Me címmel mutatták be a 2015-ös Velencei Nemzetközi Filmfesztiválon, és 2016. június 10-én került a mozikba.

## Rövid történet
Egy volt favágó egy nő segítségére siet, aki visszatér szülővárosába, a Csendes-óceán északnyugati részére, ahol egy ex-rendőrből lett bűnöző zaklatja és üldözi.

## Szereplők
- Anthony Hopkins – Lester[2]
- Julia Stiles – Lillian Warren[3]
- Ray Liotta – Richard Blackway[3]
- Alexander Ludwig – Nate[4]
- Hal Holbrook – Whizzer[5]
- Lochlyn Munro – Murdoch
- Dale Wilson – Wingate seriff

## Gyártás
2014 augusztusában egy interjú során Joseph Gangemi író elárulta, hogy Gregory Jacobs és ő elkészítették Castle Freeman, Jr. Go with Me című regényének filmadaptációját. Szeptember 19-én bejelentették, hogy Anthony Hopkins játssza a főszerepet és Daniel Alfredson rendezi a filmet, amelyet az Enderby Entertainment és a The Gotham Group gyárt.
Október 23-án Dean Devlin Electric Entertainment nevű cége csatlakozott a film társfinanszírozásához és a nemzetközi jogok kezeléséhez. Október 30-án Julia Stiles és Ray Liotta is csatlakoztak a filmhez. November 17-én Alexander Ludwig is csatlakozott a stábhoz, aki egy volt favágó fiatal társát alakítja.
A forgatás 2014. november 12-én kezdődött, a legtöbb jelenetet Enderbyben, Brit Columbia államban vették fel. A forgatás december végéig tartott.